# تاریباویرین
تاریباویرین (انگلیسی: Taribavirin) تاریباویرین (rINN؛ همچنین با نام ویرامیدین، با کد ICN 3142 شناخته می‌شود) یک داروی ضد ویروسی در آزمایش‌های انسانی فاز ۳ است، اما هنوز برای استفاده دارویی تایید نشده‌است. این یک پیش‌داروی ریباویرین است که در برابر شماری از ویروس‌های دی‌ان‌ای و آران‌ای فعال است. تاریباویرین نسبت به ریباویرین هدف‌گیری کبدی بهتری دارد و به دلیل نفوذ و ذخیره کمتر در گلبول‌های قرمز، عمر کوتاه‌تری در بدن دارد. انتظار می‌رود که در نهایت داروی انتخابی برای سندرم‌های هپاتیت ویروسی باشد که ریباویرین در آنها فعال است. این‌ها شامل هپاتیت ث و شاید هپاتیت ب و تب زرد نیز می‌شود.